# Râul Meștereaga
Râul Meștereaga este un curs de apă, al treilea afluent de stânga (din nouă) al râului Almaș, care este, la rândul său, al patrusprezecelea afluent de stânga din treizeci ai râului Someș.

## Generalități
Râul Meștereaga izvorăște din Munții Meseș, se găsește integral în Județul Sălaj, nu are afluenți semnificativi și nu trece prin nicio localitate.

## Hărți
- Harta interactivă - județul Sălaj  Arhivat în 5 septembrie 2009, la Wayback Machine.